# Kępkowiec mącznosmakowy
Kępkowiec mącznosmakowy (Tephrocybe putida (P. Karst.) M.M. Moser) – gatunek grzybów z rodziny kępkowcowatych (Lyophyllaceae).

## Systematyka i nazewnictwo
Pozycja w klasyfikacji według Index Fungorum: Tephrocybe, Lyophyllaceae, Agaricales, Agaricomycetidae, Agaricomycetes, Agaricomycotina, Basidiomycota, Fungi.
Po raz pierwszy opisał go w 1879 r. Petter Adolf Karsten, nadając mu nazwę Tricholoma putidum. Obecną nazwę nadał mu w 1967 r. Meinhard Moser. Niektóre inne synonimy nazwy naukowej:
- Collybia putidella P.D. Orton 1960
- Lyophyllum putidum (P. Karst.) Singer 1943
- Tephrocybe putidella (P.D. Orton) P.D. Orton 1960[2].

W 2003 r. Władysław Wojewoda zarekomendował polską nazwę kępkowiec mącznosmakowy dla synonimu Lyophyllum putidum. Po przeniesieniu do rodzaju Tephrocybe stała się niespójna z aktualną nazwą naukową.

## Występowanie i siedlisko
Występuje w Ameryce Północnej, Europie i Azji. W Polsce W. Wojewoda w 2003 r. przytoczył dwa stanowiska. Znajduje się na Czerwonej liście roślin i grzybów Polski. Ma status E – gatunek wymierający, którego przeżycie jest mało prawdopodobne, jeśli nadal będą działać czynniki zagrożenia. Aktualne stanowiska podaje także internetowy atlas grzybów. Znajduje się w nim na liście gatunków zagrożonych i wartych objęcia ochroną.
Naziemny grzyb saprotroficzny.